# Pieter Jacob Albrecht Adriani
Pieter Jacob Albrecht Adriani (Warmenhuizen, 3 juli 1879 - Haarlem, 14 september 1974) was belastingrechtdeskundige en hoogleraar fiscaal recht aan de Universiteit van Amsterdam. Tot 1954 was hij de eerste directeur van het Internationaal Belasting Documentatie Bureau te Amsterdam.

## Leven en werk
Adriani deed in 1902 het notariaal staatsxamen aan de Universiteit van Amsterdam. Tussen 1927 en 1938 was hij daar privaatdocent notariaal recht. Aan dezelfde universiteit kreeg hij in 1932 een eredoctoraat. Van 1938 tot 1949 was hij hoogleraar fiscaal recht, en tot 1954 de eerste directeur van het Internationaal Belasting Documentatie Bureau in Amsterdam.

## Privé
Zijn zoon was de botanicus Marcus Jan Adriani (1908-1995).